# Середній Кадам
Середній Када́м (рос. Средний Кадам, марій. Кугу Кодам) — присілок у складі Совєтського району Марій Ел, Росія. Входить до складу Кужмаринського сільського поселення.

## Населення
Населення — 502 особи (2010; 505 у 2002).
Національний склад (станом на 2002 рік):
- марі — 90 %